# Mano a mano (canción)
Mano a mano es un tango con letra de Celedonio Flores y música de Carlos Gardel y José Razzano. Compuesto en 1920 fue grabado por primera vez por Gardel en 1923 para el sello Odeón.

## Nacimiento del tango
Celedonio Flores –el Negro Cele- compuso la letra inspirándose en un relato que le hiciera Fernando Nunziatta –un cantor que padecía tuberculosis- y se la llevó a Gardel, que ya le había puesto música a su tango Margot. Sus dos primeros versos son: 

Rechiflao en mi tristeza, hoy te evoco y veo que has sido
en mi pobre vida paria sólo una buena mujer

Flores construyó el poema en quintetas (una estrofa raramente usada en canción), lo que dificultaba su musicalización. Gardel y Razzano le pusieron música “al modo milonguero”, alternando una parte de música con otra cantada, de principio a fin.
Francisco García Jiménez lo califica como “su gran tango” y agrega que Flores “conocía como ninguno la parda jerga antiacadémica y desnuda, y su mérito consistió en hacer surgir de ese oscuro reverso al dorado porteño compadrito del año 20, casi romántico, y burlón sin casi”.

## Otras grabaciones
Gardel lo volvió a grabar en Barcelona en 1927 y luego lo hicieron otras orquestas y cantores; algunos de ellos fueron Charlo para Victor en 1934, Francisco Canaro con Roberto Maida en 1938, Hugo del Carril en 1939, Alfredo De Ángelis con Carlos Dante en 1946, Ranko Fujisawa con orquesta en 1955, Edmundo Rivero en 1962, Julio Sosa con Leopoldo Federico en 1961/4 y Roberto Goyeneche en 1978. Más recientemente lo registraron Caetano Veloso (1992), Joaquín Sabina (1995), Julio Iglesias (1996), Adriana Varela (1999), Andrés Calamaro (2006) y Vicente Fernández (2014) con un estilo ranchero.

## Represión cultural iniciada por la dictadura de 1943
A partir de 1943 dentro de una campaña iniciada por la dictadura militar de 1943 que obligó a suprimir el lenguaje lunfardo en Argentina, como así también cualquier referencia a la embriaguez o expresiones que en forma arbitraria eran consideradas inmorales o negativas para el idioma o para el país, Mano a mano fue víctima de los funcionarios que se arrogaban la potestad de aprobar o censurar los textos y, en consecuencia, ya no podía leerse por la radio, grabarse en discos o representarse en películas, libros u obras teatrales. Por ello, la editorial Pirovano, pidió al Negro Cele para someterla al comité de radiocomunicaciones, una nueva letra a la que denomina “con gomina” reemplazando todos los vocablos lunfardos en forma que, por ejemplo, los dos primeros versos quedaron:

Te recuerdo en mi tristeza y al final veo que has sido
en mi existencia azarosa, más que una buena mujer…

Las restricciones continuaron al asumir el gobierno constitucional el general Perón y recién en 1949 directivos de Sadaic le solicitaron al administrador de Correos y Telecomunicaciones en una entrevista que se las anularan, pero sin resultado. Obtuvieron entonces una audiencia con Perón, que se realizó el 25 de marzo de 1949, y el Presidente –que afirmó que ignoraba la existencia de esas directivas- las dejó sin efecto.
En octubre de 1953 se aprobó la Ley de Radiodifusión n° 14 241 que no tenía previsiones sobre el uso del lenguaje popular en radio pero las restricciones en alguna medida continuaban, y motivó la denuncia de SADAIC en enero de 1950 a la irradiación de ciertos temas por Radio El Mundo; no obstante tal denuncia, en 1952 la propia entidad de los autores acordó con las autoridades una lista de canciones populares que por razones de buen gusto o decoro idiomático no debían pasarse por radio; en definitiva, SADAIC no cuestionaba la censura en sí misma sino quién la aplicaba.
Por otra parte, por temor de los músicos algunas piezas, como el tango Al pie de la Santa Cruz y la Milonga del 900, siguieron ejecutándose con modificaciones en las partes a las que se podía asignar contenido político.

## Otras versiones de la letra
Los cantantes Nina Miranda y Roberto Lister, con la orquesta de Donato Racciatti grabaron una versión de Mano a mano, con un agregado a la letra, de Humberto Correa, el autor de Mi vieja viola, en el cual la mujer da su propia visión de los hechos. Cabe aclarar que por error en la etiqueta del disco figuran Carlos Roldán y Olga Delgrossi. En esa réplica la mujer le dice que “aburrida de sus tratos decidí dejar el nido porque me tenías cansada con tu beguén de engrupido” y le reprocha “vos la pasabas curda de la mañana a la noche patinándote mi vento”.